# 天主教得梅因教区
天主教得梅因教區（拉丁語：Dioecesis Desmoinensis）是美國一個羅馬天主教教區，屬迪比克總教區。教區成立於1911年8月12日。
範圍包括艾奧瓦州西南部共廿三縣，教座位於州府得梅因。2004年有教友91,347人（佔轄區總人口12.3%）、八十二個堂區、九十三名司鐸。現任教區主教為威廉·M·約恩森，榮休主教為若瑟·L·查羅恩和利則·E·佩茨。